# Nitrotriazolon
Nitrotriazolon (5-nitro-1,2-dihydro-1,2,4-triazol-3-on, NTO) je moderní výbušnina, která v současnosti plně nebo částečně nahrazuje TNT a hexogen především v dělostřelecké munici. Svým výkonem leží mezi TNT a hexogenem, ve směsích plněných do granátů je ještě o něco bezpečnější než TNT. Jedna se o bílý, krystalický prášek. V americké armádě se plní ve směsi s nitroguanidinem a 2,4-dinitroanisolem pod názvem IMX-101 do dělostřeleckých granátů. Ve Francii se používá do dělostřeleckých granátů pod názvem MCX-6100 ve směsi s hexogenem a dinitroanisolem.